# Платачі
Платачі (італ. Plataci, сиц. Plataci) — муніципалітет в Італії, у регіоні Калабрія, провінція Козенца.
Платачі розташоване на відстані близько 400 км на південний схід від Рима, 115 км на північ від Катандзаро, 70 км на північ від Козенци.
Населення — 770 осіб (2014).
Щорічний фестиваль відбувається останньої неділі вересня. Покровитель — святий Іван Хреститель.

## Демографія
Населення за роками:

Станом на 1 січня 2023 року в муніципалітеті офіційно проживали 54 іноземці з 18 країн, серед них 4 громадяни країн Євросоюзу та 1 громадянин України.

## Сусідні муніципалітети
- Альбідона
- Алессандрія-дель-Карретто
- Черк'яра-ді-Калабрія
- Требізачче
- Віллап'яна